# Bisdom Nha Trang

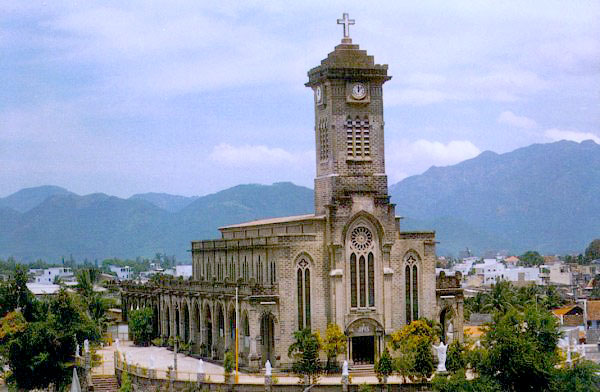
Christus-Koningkathedraal van Nha Trang

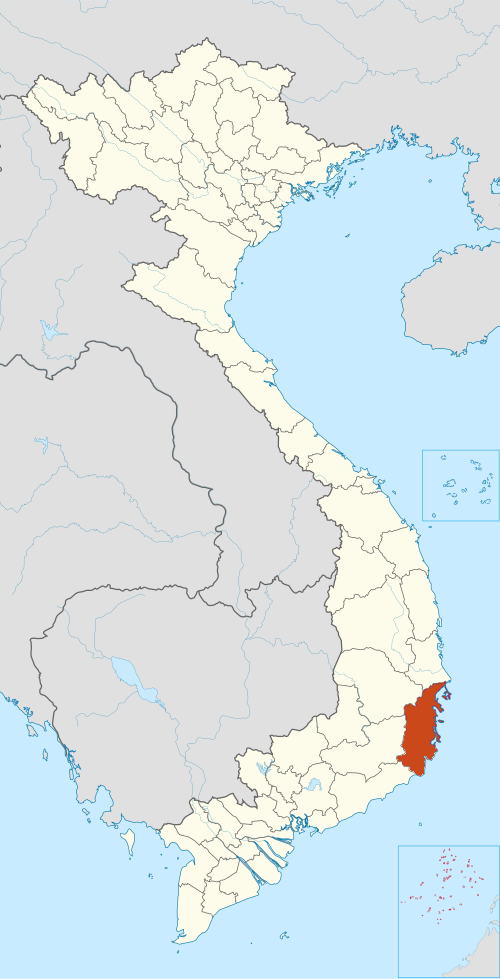
Het bisdom binnen Vietnam

Het bisdom Nha Trang (Latijn: Dioecesis Nhatrangensis) is een rooms-katholiek bisdom in Vietnam met als zetel Nha Trang. Het bisdom werd opgericht in 1960 en is suffragaan aan het aartsbisdom Huế.
Het bisdom heeft een oppervlakte van 9.486 km² en omvat de provincies Khánh Hòa en Ninh Thuận. Het is onderverdeeld in 116 parochies. In 2023 telde het bisdom ongeveer 230.000 katholieken op een totale bevolking van 1.930.000 (11,9% van de bevolking). 

## Geschiedenis
In 1671 bezocht Pierre Lambert de la Motte, bisschop van het in 1659 opgerichte apostolisch vicariaat Dang Trong (Cochinchina), het gebied. Hij richtte de parochie Lam Tuyen op. De eerste missionarissen in het gebied waren jezuïeten en franciscanen.
Tijdens de Vietnamoorlog vestigden vluchtingen uit het centraal deel van Vietnam zich in het gebied en onder hen waren veel katholieken. In 1957 werd het apostolisch vicariaat Nha Trang opgericht en in in 1960 werd het verheven tot bisdom. In 1967 kreeg het bisdom een Vietnamese bisschop. In 1975 werd het bisdom Phan Thiết opgericht uit delen van het bisdom Nha Trang. Na de communistische machtsovername in 1975 waren de buitenlandse missionarissen gedwongen het land te verlaten. Veel kerkelijke eigendommen werden aangeslagen en verschillende priesters werden naar werkkampen gestuurd. In 1991 werd het grootseminarie Sao Bien (Stella Maris) in Nha Trang, gesloten na 1975, weer opgericht.

## Bisschoppen
- Paul Piquet, M.E.P. (1957-1966)
- François-Xavier Nguyễn Văn Thuận (1967-1975)
- Paul Nguyễn Văn Hoà (1975-2009)
- Joseph Võ Ðức Minh (2009-2022)
- Joseph Huỳnh Văn Sỹ (2023-)

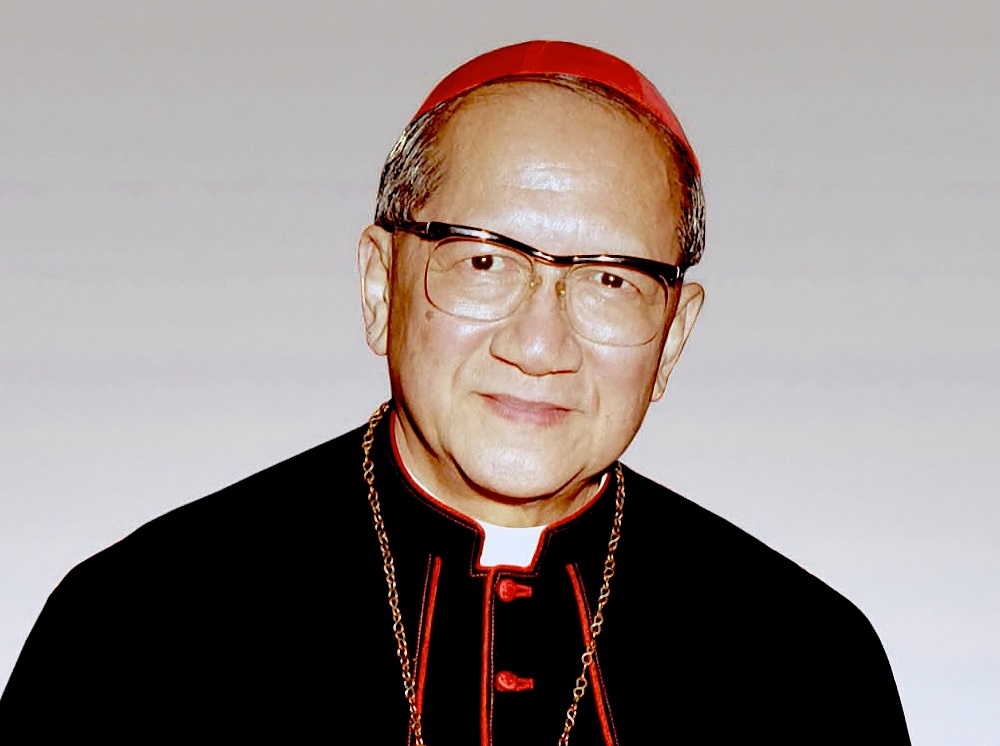
François-Xavier Nguyễn Văn Thuận
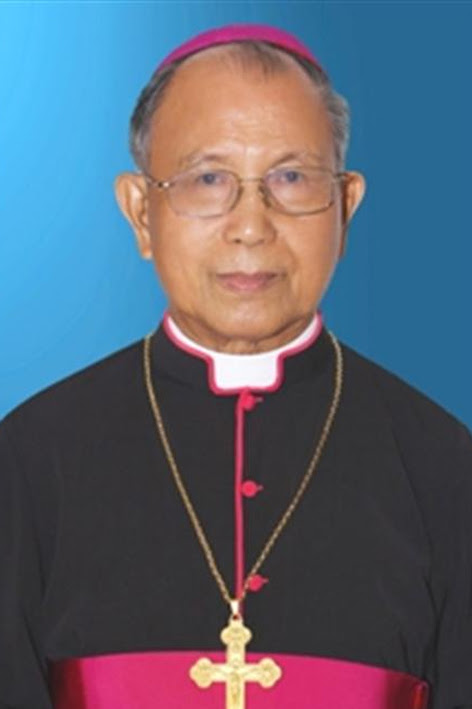
Paul Nguyễn Văn Hoà
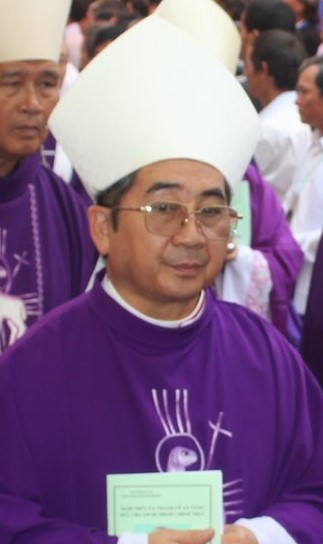
Joseph Võ Ðức Minh
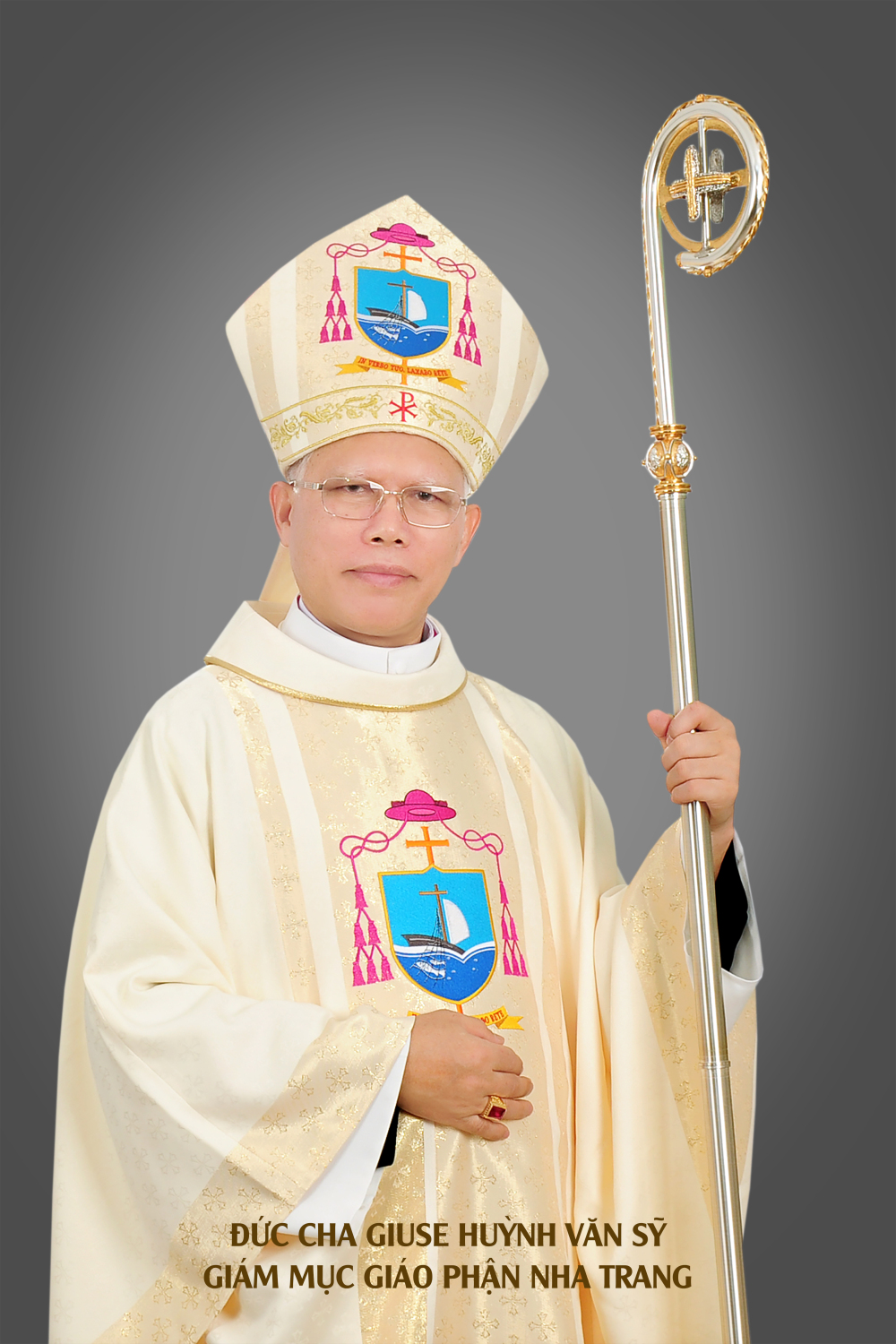
Joseph Huỳnh Văn Sỹ